# 그라예보군

포들라스키에주 지도에 표시된 그라예보군의 위치

그라예보군(폴란드어: powiat grajewski)은 폴란드 포들라스키에주에 위치한 군으로 군청 소재지는 그라예보이며 면적은 967.24km2, 인구는 47,353명(2019년 기준), 인구 밀도는 49명/km2이다.
북쪽으로는 바르미아마주리주 에우크군, 동쪽으로는 아우구스투프군, 남동쪽으로는 몬키군, 남쪽으로는 웜자군, 남서쪽으로는 콜노군, 서쪽으로는 바르미아마주리주 피시군과 접한다. 6개 지방 자치체(1개 도시, 2개 도시형 농촌, 3개 농촌)를 관할한다.

군기
군 문장